# Gutter Ballet
| Recensione | Giudizio |
| ---------- | -------- |
| AllMusic   | [ 1 ]    |
| Rock Hard  | 10/10    |

Gutter Ballet è il quinto album in studio del gruppo musicale heavy metal statunitense Savatage, pubblicato nel 1989 dalla Atlantic Records. 

## Il disco
Questo disco è stato un vero punto di svolta per la band. È stato il loro secondo album creato sotto la direzione del produttore Paul O'Neill. Dopo aver visto Il Fantasma dell'Opera a Toronto, Jon Oliva decise di cambiare il sound del gruppo, orientandolo sul progressivo, come si evince in canzoni quali When the Crowds are Gone e la title track Gutter Ballet.
Il titolo originale dell'album era Temptation Revelation ma non volendo una canzone strumentale fu poi cambiato in Hounds of Zaroff, sotto proposta di Steve Wacholz. Tuttavia, al resto della band non piacque l'idea e quando stavano disperatamente cercando un nome, Jon e Criss Oliva scrissero e registrarono la canzone Gutter Ballet. 
Il contributo del produttore Paul O'Neill è notevole ed anche la title track stessa si riferisce al titolo di un suo copione, di fine anni 70, relativo ad un musical mai realizzato. Tale copione sarà, inoltre, maggiormente sviluppato dai Savatage nel loro successivo disco Streets: A Rock Opera.
Due video dell'album sono entrati nella rotazione di MTV: Gutter Ballet e When the Crowds Are Gone.
Diverse canzoni, registrate per il disco ma scartate a seguito della decisione del cambio di sound, vennero pubblicate nel 2002 nelle ristampe Silver degli album Sirens e The Dungeons Are Calling come bonus-tracks. Alcune di queste sono state anche ri-arrangiate e pubblicate sui dischi dei Jon Oliva's Pain.
Chris Caffery (che, da dietro le quinte, aveva già accompagnato la band come secondo chitarrista dal vivo nel precedente tour) pur non suonando sull'album appare nelle foto all'interno del libretto "come segno di benvenuto ufficiale e per preparare i fans alla formazione che avrebbero visto esibirsi nel successivo tour".  Caffery lasciò la band prima dell'inizio delle registrazioni del successivo album Streets: A Rock Opera, ma tornò nei Savatage nel 1995 per  Dead Winter Dead.

## Tracce
1. Of Rage and War – 4:47
2. Gutter Ballet – 6:20
3. Temptation Revelation (Strumentale) – 2:56
4. When the Crowds Are Gone – 5:45
5. Silk and Steel (Strumentale) – 2:56
6. She's in Love – 3:51
7. Hounds – 6:27
8. The Unholy – 4:37
9. Mentally Yours – 5:19
10. Summers Rain – 4:33
11. Thorazine Shuffle – 4:43

Tutte le canzoni scritte da Oliva/Oliva/O'Neill tranne Silk and Steel scritta da Criss Oliva e Paul Silver.
Bonus track nella re-release europea Edel
- 12. All that I Bleed (piano version) 4:35

Bonus tracks nella re-release europea SPV
- 12.  Hounds (live) 7:20
- 13.  When the Crowds Are Gone (live) 7:07

## Formazione
- Jon Oliva - voce, pianoforte, basso, batteria (Gutter Ballet)
- Criss Oliva - chitarra
- Johnny Lee Middleton - basso
- Steve Wacholz - batteria

### Altri musicisti
- Bob Kinkel - tastiere
- John Dittmar, Stephen Daggett, Jerry Van Deilen, Dan Campbell - cori

### Formazione del Tour
- Jon Oliva - voce, pianoforte, tastiere
- Criss Oliva - chitarra
- Chris Caffery - chitarra
- Johnny Lee Middleton - basso
- Steve Wacholz - batteria

## Classifiche
| Classifica (1990) | Posizione massima |
| ----------------- | ----------------- |
| Germania          | 47                |
| Paesi Bassi       | 84                |

| Classifica (2022) | Posizione massima |
| ----------------- | ----------------- |
| Germania          | 7                 |
| Svizzera          | 39                |